# ケータイ不況
ケータイ不況(けーたいふきょう)とは、2つの意味が存在する。
- 可処分所得の多くを携帯電話代が占める事により、他への出費が抑制される傾向の事。中高生など学生に多く見られる[1][2]。しかし、これらの分析に関しては十分に他の要素を考慮できているかの疑問の声も存在する[3]。

- 携帯電話及びIT分野の急速な発展に伴い、関連企業の株価が現在の利益でなく将来の収益期待(EBITDA)を元に決まり、過剰設備投資を招いたことによる不況[4]。

## 前者のケータイ不況の影響を受けているとされる業界
- 音楽業界(音楽CD売上減少)
- 出版業界(書籍、雑誌の売上減少)
- 外食業界(外食回数の減少)
- タバコ業界(喫煙者の減少、未成年である学生の喫煙もケータイ不況で減少した)[5]
- 家庭用ゲーム業界(購入本数減少、携帯アプリ市場の拡大)
- 映画業界（興行収入減少）
- 自動車業界（→若者の車離れ）

など